# Öney Özdemir
Öney Özdemir – austriacki bokser pochodzenia tureckiego, półfinalista Pucharu Kopenhagi 1994 w kategorii lekkopółśredniej.

## Kariera
We wrześniu 1993 reprezentował Austrię na Mistrzostwach Europy Juniorów 1993 w Salonikach. Odpadł tam w 1. walce, przegrywając z reprezentantem Szwecji Michaelem Yikealo. W listopadzie 1994 doszedł do półfinału Pucharu Kopenhagi w kategorii lekkopółśredniej. W ćwierćfinale pokonał na punkty (8:7) Holendra Antonio Medinę, a w półfinale przegrał z reprezentantem Francji Nordine Mouchim.